# Юшваев, Гавриил Абрамович
Гавриил Абрамович Юшваев (род. 23 июля 1957, Махачкала) — российский бизнесмен, вице-президент Всемирного конгресса горских евреев. Также имеет гражданство Израиля.
Состояние оценивается в 2,2 млрд $.

## Биография
Родился в 1957 году в Махачкале. По происхождению горский еврей. В юности переехал в Москву. Увлекается спортом и кавказскими танцами.
В 1980 году был осуждён за разбой и приговорён к длительным тюремному заключению, отсидел 9 лет.
В 1989 году основал вместе с Давидом Якобашвили автосалон «Тринити», торговавший американскими автомобилями, и позднее — казино «Черри» ночного клуба «Метелица» на Новом Арбате. В 1993 году партнёры присоединились к проекту по разливу соков на Лианозовском молочном комбинате. Так начиналась компания «Вимм-Билль-Данн», купленная в 2011 году PepsiCo за 5,4 млрд $ (крупнейшая сделка компании за пределами Северной Америки). Юшваев за свою долю получил 1,1 млрд $.
Осенью 2015 года продал 19,99 % акций «Полюс Золото» стоимостью 1,8 млрд $ структурам Саида Керимова, сына Сулеймана Керимова.
В октябре 2015 года вместе с консорциумом инвесторов, включающим Access Industries Леонарда Блаватника, вложил 150 млн $ в биотехнологический стартап Humacyte.
В 2022 году получил свидетельство в качестве потомка сефардских евреев от Израильской общины Порту
Женат, имеет семеро детей.